# Gustav von Szczepanski
Gustav von Szczepanski (* 5. Juli 1819 in Wesel am Niederrhein als Gustav Louis Franz Heinrich Wilhelm Carl von Szczepanskÿ; † 8. November 1900 in Weimar) war ein preußischer Verwaltungsbeamter und Autor.

## Leben
Gustav von Szczepanski stammte aus einer preußischen Offiziersfamilie. Der Vater Joseph Friedrich Ernst von Szczepanski (1790–1856) wurde in Culm in Westpreußen geboren und war später Major der preußischen Armee vom Niederrhein.
Am 27. April 1839 wurde er an der Rheinischen Friedrich-Wilhelms-Universität in Bonn immatrikuliert und studierte hier Philologie bis zum Ende des Sommersemesters 1842. In Bonn wurde er Mitglied des Corps Palatia. Über seine Studentenzeit berichtete er launig in einer Artikelserie in den Academischen Monatsheften unter dem Titel Bonner Skizzen.
Nach dem Studium begann er eine militärische Ausbildung.
Im März 1848 war er am revolutionären Aufstand in Berlin beteiligt. Im April zog er als Anführer des Berliner Freikorps in den Krieg in Schleswig-Holstein gegen Dänemark unter General Ludwig von der Tann, zunächst als Premierlieutenant.
Dort hatte er ein Verhältnis mit der äußerst selbstbewussten Louise Aston. Im April 1849 verlor er bei der Schlacht bei Fredericia einen Arm. Danach wurde er im Rang eines Hauptmanns aus der Armee entlassen.
1852 war Gustav von Szczepanski Mitbegründer der literarischen Gruppe Rütli um Theodor Fontane in Berlin.
1858 lebte er in Leutesdorf bei Neuwied.
1866 war er Bürgermeister in Heddesdorf bei Neuwied.
Ab etwa 1892 lebte er in Weimar, wo er 1900 starb.
Gustav von Szczepanski war mit der Ratgeberautorin Elise von Szczepańska geborene Lehmann (1833–1907) aus Dessau verheiratet. Nachkommen sind nicht bekannt.

## Publikationen
Gustav von Szczepanski veröffentlichte mehrere Bücher zur germanischen Mythologie, offenbar in kritischem Bezug zu den Opern von Richard Wagner. Er verfasste auch Artikel für die Zeitschrift Am Ur-Quell und deren Vorgängerin.
- Eine Cavalcade von Cöln nach Berlin im Jahre des Heils 1828, 1881
- Der romantische Schwindel in der deutschen Mythologie und auf der Opernbühne. 1 Das humoristische altisländische Gedicht von Harbard oder Charon, Fährmann weiland in der griechischen Unterwelt, Verlag der Bädeker'schen Buch- u. Kunsthandlung, Elberfeld [1885]
- Der romantische Schwindel in der deutschen Mythologie und auf der Opernbühne. 2 Wer ist Loki? Bädeker, Elberfeld [1885]
- Der romantische Schwindel in der deutschen Mythologie und auf der Opernbühne. 3 Odin, Baldur und Hödr, Bädeker, Elberfeld [1885]
- Der romantische Schwindel in der deutschen Mythologie und auf der Opernbühne. 4 Der Weltenbaum zu Neuschwanstein, Bädeker, Elberfeld [1886]
- Bonner Skizzen (1839-1842). In: Academische Monatshefte, Bd. 8 (1891/92), S. 9 ff., 60 ff., 107 ff., 157 ff., 202 ff., 265 ff., 360 ff., 406 ff., 510 ff.; Bd. 9 (1892/93), S. 10 ff., 53 ff., 109 ff.